# Великая Лепетиха
Вели́кая Лепети́ха (укр. Вели́ка Лепети́ха, так же известно как Больша́я Лепети́ха) — посёлок в Каховском районе Херсонской области Украины. Административный центр Великолепетихской поселковой общины.

## Географическое положение
Расположен на левом берегу Каховского водохранилища, в 153 км от Херсона.

## История
О заселении данной местности в древние времена свидетельствуют находки глиняных статуэток трипольской культуры (IV—III тысячелетия до н. э.), остатки двух поселений эпохи бронзы (II — начало I тысячелетия до н. э.), позднескифское городище (III в. до в. э. — IV в. н. э.), а также скифские погребения (IV—III вв. до н. э.). Исследовано погребение салтовской культуры (VIII — начало X в. н. э.), найдена половецкая каменная скульптура.
Во времена Запорожской Сечи на месте нынешней Великой Лепетихи находились зимовники запорожцев, занимавшихся рыболовством и земледелием. В конце XVIII века царское правительство выделило двум дворянам — эмигрантам из Франции земельные угодья возле Лепетихской балки. Один из них получил земли на восточной стороне балки. Здесь в 1792 г. и возникла Великая Лепетиха. Первыми её жителями были 580 переселенцев из разных губерний Российской империи. Но заселение и освоение этих земель шло медленно, поэтому владелец в конце XVIII века продал село в казну. В начале XIX века численность жителей — государственных крестьян — увеличилась за счет переселенцев и в 1822 г. достигла 2263 человека.
В 1832 г. в селе насчитывалось 1154 ревизские души, за которыми было закреплено 21 тыс. десятин удобной и 2,5 тыс. десятин неудобной земли. В соответствии с законом от 24 ноября 1866 г. о поземельном устройстве государственных крестьян велико-лепетихцы получили право постоянного пользования отведенной в надел землей. Ежегодно они должны были вносить в казну более 16 тыс. руб. государственной оброчной подати. Сумма всех платежей достигала 25,4 тыс. руб. Размер платежей на ревизскую душу составлял 13,3 руб. в год. В 1886 г. государственные крестьяне были переведены на положение крестьян-собственников, их обязали выкупить свои наделы.
В 1853 г. в селе было открыто одноклассное училище министерства народного просвещения, а в 1867 г. — церковно-приходская школа. Земская однокомплектная школа начала действовать в 1883 г. По переписи 1884 г., из 6225 жителей села грамотных насчитывалось лишь 261 человек, или 4,2 % населения. В 1906 г. в школах села обучалось 170 мальчиков и 109 девочек.
В декабре 1905 г. бедняки Великой Лепетихи вместе с крестьянами близлежащих сел разгромили Рогачикскую экономию. Летом 1906 г. Каховская группа РСДРП провела в селе митинг. В начале августа того же года крестьяне выступили против постоя отряда конных стражников, а 27 августа напали на стражников и в стычке убили одного из них, выгнали из села полицейских, разгромили казённые винные лавки, дом священника. Это стихийное выступление, продолжавшееся 5 дней, подавили войска, прибывшие из Херсона и Симферополя. Начались массовые аресты и обыски, конфискация оружия. 1 сентября власти арестовали 30 человек и бросили их в мелитопольскую тюрьму. В село для наведения порядка были направлены 120 конных стражников.
Начали действовать маслобойня, лесопилка, каменно-песчаный карьер, 2 мельницы, другие предприятия, где было занято 200 человек. Государство ассигновало более S0 тыс. руб. на ремонт помещения для больницы.
В 1925 г. в Великую Лепетиху приехали учительствовать выпускники Херсонского института народного образования. В селе действовали 12 школ по ликвидации неграмотности. Работали клуб, хата-читальня, библиотека. При клубе молодежь села организовала театрально-музыкальный, хоровой и другие кружки художественной самодеятельности, наладила агитационную работу. Возобновил показ фильмов кинотеатр, открытый ещё в 1915 г. В марте 1923 г. Великая Лепетиха стала центром района Мелитопольского округа, а с февраля 1932 г. вошла в состав вновь созданной Днепропетровской области.
Значительные успехи были достигнуты в развитии здравоохранения. В 1937 г. открылись районная больница на 40 коек (25 медработников, в том числе 3 врача), аптека, поликлиника и детская консультация. В середине 30-х гг. в селе была полностью ликвидирована неграмотность среди взрослого населения. В 1940 г. в средней, неполной средней и трех начальных школах 30 учителей обучали свыше 800 детей. Возрос культурный уровень населения. Ещё в 1932 г — Великую Лепетиху радиофицировали, в домах колхозников установили 670 радиоточек. В 1937 г. завершилось сооружение районного дома культуры. Действовала районная библиотека.
Мирная жизнь была прервано нападением нацистской Германии на Советский Союз. 23 июня 1941 г. на центральной площади села состоялся многолюдный митинг трудящихся. Колхозники, рабочие, интеллигенция приняли единодушное решение: мобилизовать все силы на борьбу с врагом. Организованно прошла мобилизация в действующую армию. В первые дни на фронт добровольно ушли 93 жителя Великой Лепетихи, из них 60 коммунистов и комсомольцев. «Такого энтузиазма, как теперь, мы никогда не знали,- писали в письме в редакцию районной газеты труженики одного из колхозов Великой Лепетихи.- Работаем с утроенной энергией». 16 сентября 1941 г. немцы захватили село. Оккупанты издевались над жителями, грабили имущество колхозов и колхозников, установили жестокий режим террора. В июле 1942 г. на протяжении одной ночи немцы расстреляли 48 человек. За три дня октября 1943 г. гитлеровцы за неподчинение немецким властям публично казнили ещё 17 советских граждан. Всего от рук немцев погибло 80 человек.
Осенью 1943 года немцы доставили в село 100 детей из Таганрогского детского дома, которых использовали как доноров, намереваясь затем уничтожить. Стремительное наступление Красной Армии помешало гитлеровцам осуществить это преступление. Дети были спасены. Фронтовой кинооператор Владимир Сущинский, сумевший снять сцену освобождения деток, назвал свою ленту «Лепетихская трагедия». На протяжении 35 послевоенных лет установлено место нахождения свыше 60 бывших воспитанников Таганрогского детского дома. В этом большая заслуга М. А. Мальцевой, одной из воспитанниц детдома (ныне работает инженером).
В конце 1943 — начале 1944 г. на Никопольском плацдарме, на территории которого находилась и Великая Лепетиха, происходили жестокие бои. Их вела 28-я армия 4-го Украинского фронта под командованием генерал-лейтенанта А. А. Гречкина. 8 февраля 1944 г. первыми в село ворвались бойцы 109-й гвардейской стрелковой дивизии и освободили его. Гитлеровцы намеревались прорваться через переправу на Днепре, но советские летчики-штурмовики уничтожили её. Убытки, причиненные оккупантами, составляли 10,5 млн руб.. Но жители села самоотверженным трудом залечили раны войны. Уже в первой половине февраля 1944 г. возобновили работу партийные и советские учреждения. Партийная организация насчитывала 35 коммунистов. 30 марта 1944 г. Великолепетихский район вошел в состав новообразованной Херсонской области. Вскоре после освобождения великолепетихцы получили значительную материальную помощь от государства и братских республик, которые присылали оборудование, станки, строительные материалы, скот, семена, а воинские части передали трактора и автомобили. Уже в июле 1944 г. из Киевской области прибыло несколько вагонов строительных материалов, что дало возможность приступить к восстановлению разрушенных зданий села. Только в апреле — мае 1945 г. колхозы района из других областей СССР получили 355 голов крупного рогатого скота, 80 лошадей, более 1100 овец, а в июне 1947 г. — 2 вагона строительных материалов.
С 1956 года — посёлок городского типа. В 1969 году население составляло 9,9 тыс. человек, здесь действовали маслодельный завод, завод стройматериалов и пищекомбинат.
В мае 1995 года Кабинет министров Украины утвердил решение о приватизации находившихся здесь АТП-16543, маслозавода, райсельхозтехники, в июле 1995 года было утверждено решение о приватизации пищевкусовой фабрики и районного строительно-монтажного объединения.
В 2022 году, во время вторжения России на Украину, посёлок городского типа был захвачен. На данный момент находится под оккупацией ВС РФ.

## Население
В январе 1989 года численность населения составляла 10 750 человек.
На 1 января 2013 года численность населения составляла 8546 человек.

### Языковой состав
Родной язык населения по данным переписи 2001 года:
| Язык       | Численность, чел. | Доля     |
| ---------- | ----------------- | -------- |
| Украинский | 9 308             | 93,63 %  |
| Русский    | 555               | 5,58 %   |
| Другие     | 78                | 0,79 %   |
| Итого      | 9 941             | 100,00 % |

## Экономика
- Великолепетихский элеватор
- Великолепетихская пищевкусовая фабрика (масло из подсолнечных семян пищевое, мука из пшеницы мягких сортов, твердых сортов, хлеб белый, хлебобулочные изделия, выпечка).
- речной порт.

## Транспорт
- находится в 52 км от ближайшей железнодорожной станции Серогозы[4].

## Образование
- Великолепетихская ООШ I—III ст. № 1.
- Великолепетихская ООШ I—III ст. № 2.
- Профессиональное-техническое училище № 22.

## Известные уроженцы
- Розинская, Полина Константиновна — деятель музыкальной культуры Республики Саха (Якутии), пропагандист зарубежной, русской, советской и якутской музыкальной классики, автор многих обработок якутских песен и мелодий самодеятельных композиторов, ведущий концертмейстер, педагог, общественный деятель.
- Владимир Давидович Баранов-Россине — мастер русского авангарда, живописец, рисовальщик и скульптор.
- Игорь Яковлевич Болгарин — писатель, киносценарист, режиссёр и педагог.
- Ходос Анатолий Иванович — педагог, писатель, журналист, автор и диктор собственных передач на радио, редактор газеты.

## Топографические карты
- Лист карты L-36-32 Вел  Лепетиха. Масштаб: 1 : 100 000. Состояние местности на 1986 год. Издание 1990 г.